# Montertelot
Montertelot é uma comuna francesa na região administrativa da Bretanha, no departamento Morbihan. Estende-se por uma área de 2,63 km². Em 2010 a comuna tinha 365 habitantes (densidade: 138,8 hab./km²).